# Tall at-Tutun
Tall at-Tutun (arab. تل التتن) – wieś w Syrii, w muhafazie Hama. W 2004 roku liczyła 435 mieszkańców.